# Brotuna
Brotuna románul: Brotuna, falu Romániában, Erdélyben, Hunyad megyében.

## Fekvése
Körösbányától nyugatra, a Fehér-Körös bal partján fekvő település.

## Története
Brotuna, Brotonya egykor Zaránd vármegyéhez tartozott. Nevét 1439-ben említette először oklevél, ekkor a világosi várhoz tartozott. Később 1525-ben Brothona, 1760–1762 között és 1913-ban Brotuna néven szerepelt az írásos forrásokban.
A trianoni békeszerződés előtt Hunyad vármegye Körösbányai járásához tartozott. 1910-ben 283 görögkeleti ortodox lakosa volt.